# Pseudobeta
Pseudobeta es un género de escarabajos longicornios de la subfamilia Lamiinae. Fue descrito por Zajciw en 1972.

## Especies
- Pseudobeta casariae Nascimento y al., 2020
- Pseudobeta doris (Thomson, 1868)
- Pseudobeta ferruginea Galileo y Martins, 1990
- Pseudobeta seabrai Monné y Fragoso, 1984
- Pseudobeta transversa Martins y Galileo, 2010